# La herencia de la tía Agata
La herencia de la tía Agata es un juego de mesa de la compañía estadounidense Hasbro, cuyo objetivo es reunir la mayor cantidad de bolsas de dinero antes de que el reloj marque la medianoche. Pueden participar desde 2 hasta 4 jugadores. 
Los jugadores reciben cartas de herederos, que tienen que mantener ocultas ante los demás. Mediante turnos, éstos deben moverse por la mansión de la tía Ágata para salir con el dinero que se les asignó en el testamento. Sin embargo, los herederos pueden ser eliminados mediante las trampas que existen en la casa: escaleras, armadura, cabeza de jabalí, chimenea y caja fuerte.
Año de lanzamiento en España: 1994

## Elementos del juego

### Preparación
El juego contiene:
-1 tablero
-5 trampas
-16 bases para herederos
-4 broches
-48 tarjetas (incluyendo las tarjetas de herederos)
-2 hojas de componentes 
-2 dados
-hoja de etiquetas e instructivos 
El juego viene empaquetado en diferentes bolsas. A diferencia de los clásicos juegos de mesa en 2 dimensiones (tales como Monopoly o el ajedrez), el tablero de este juego está en 3D, para el uso de las trampas.

### Cartas
Cartas Especiales
Estas cartas son sacadas del mazo una vez que un heredero haya caído en una trampa, siendo la persona en llevar al heredero a la trampa la que recibe la carta.
- Trampa: Indica mediante un dibujo cuál de las trampas puede ser activada con esa tarjeta.
- Trampa múltiple: Servirá para activar cualquiera de las trampas.
- Corre: Da movimientos de avance a los herederos.
- Toma una Nueva Tarjeta de Heredero: Se tendrá derecho a tomar una nueva carta de heredero de las manos de alguno de los adversarios.
- Pasa a otro Salón: Permite mover a cualquier heredero al salón indicado en la carta.
- El reloj marca la medianoche: Esta tarjeta se ubica en el fondo del mazo. Cuando esta carta aparece, el juego termina, ganando quien tiene mayor cantidad de dinero. El dinero acumulado por los herederos que estén dentro de la mansión cuando salga esta tarjeta se anula.

Herederos
Los herederos son los personajes del juego. Al principio del juego, son repartidas las 16 cartas de heredero a los jugadores. Los personajes son:
| - Lola, la peluquera - Calixto, el sobrino - Petra, la doncella - Lee, la Chofér | - Prudencia, la abogada - Maruja, la hermana/la mejor amiga - Susi, la cantante - Madame Astra, la adivina | - Fermín, el mayordomo - Alfredo, el cocinero - Encarna, la doctora - Jorge, el profesor de tenis | - Perkins, el guarda de las especies exóticas - Chucho, el perro - Mariano, el amante - Misifu, el gato/ la gata |

### Testamento
Es la cartulina donde se lleva la contabilidad del dinero y los personajes restantes. En él se encuentran ubicados los 12 herederos. Cada vez que alguno es eliminado, el dinero que poseía pasa al siguiente heredero en turno, siguiendo la flecha amarilla. Cuando el último heredero es eliminado, su dinero pasa a la Residencia de Mascotas, haciendo este dinero inválido para cualquier jugador.

## Modo de juego

### Instrucciones
Al principio del juego, los jugadores reciben "cartas de heredero", que son las que están representadas en el tablero. Ya que hay 16 personajes, muchas veces un jugador controla más de un peón, pero el jugador en posesión de la carta de ese peón no debe ser descubierto.
El objetivo del juego consiste en eliminar a personajes de otros jugadores para que la herencia se vaya moviendo en el sentido que el tablero de herencia indica. El personaje de más arriba recibe 3 tokens, el segundo recibe 2 tokens y los demás 1 token al inicio del juego. Conforme sean eliminados sus tokens serán recorridos al heredero de su lado.
Durante cada turno, un jugador lanza dos dados y mueve dos peones, un peón por dado, en caso de que los dados sean del mismo número, el jugador podrá optar por mover un solo peón el número total de los dados. Un jugador puede mover un peón que no es suyo para llevarlo más cerca o a un espacio de trampa. Si un peón es movido a un espacio de trampa por un número exacto en el dado, el jugador debe tomar una carta de trampa, pero no es obligatorio activar trampas. Luego de eso, el siguiente jugador lanza los dados. Si algún heredero cae en la casilla de trampa y el jugador posee esa carta, el peón es eliminado.
Para que un peón mantenga su herencia intacta, puede salir por la puerta principal. Una vez fuera, el peón ya no puede entrar y no recibe más herencia de otros peones.
Tipos de carta:
Escape: un jugador puede usar esa carta para sacar a un personaje de una trampa tirando un dado.
Trampas: un jugador puede activar cualquier trampa del tablero en su turno.
Trampa específica: un jugador puede activar una de dos trampas (marcadas en la carta) 
Roba una tarjeta de heredero: un jugador puede robar una carta de personaje del jugador que elija al azar.
El juego se acaba cuando:
- Se saca la carta "El Reloj Marca la Medianoche".
- Solo queda un peón en la mansión.

Una vez finalizado el juego, se cuenta la herencia obtenida de cada peón (en caso de sacar la carta "El Reloj Marca la Medianoche"), siendo el que posea más dinero gana. En cambio, si solo un peón quedó en la mansión, ese peón es automáticamente el ganador.

### Trampas
La herencia de la tía Ágata tiene 5 diferentes trampas que son usadas para eliminar a los personajes. Las trampas son:
- Armadura: Si un peón es movido hasta la armadura, y sale la carta de la armadura o carta comodín, el jugador puede usar una palanca, haciendo que la estatua aplaste al peón.
- Escaleras: Si un peón es movido hasta el último escalón de las escaleras, y sale la carta de las escaleras o carta comodín, el jugador puede usar una palanca, haciendo que el peón caiga por las escaleras.
- Chimenea: Si un peón es movido hasta la fogata, y sale la carta de la fogata o carta comodín, el jugador puede girar una urna, siendo esta fogata una pared que gira, atrapando al peón.
- Cabeza de jabalí: Si un peón es movido hasta la cabeza de jabalí, y sale la carta de la cabeza de jabalí o carta comodín, el jugador puede usar una palanca, haciendo que la cabeza de jabalí caiga sobre el peón.(En otras versiones del juego, esta trampa es sustituida por una lampara colgante que cae sobre la víctima)
- Caja fuerte: Si un peón es movido hasta la caja fuerte, y sale la carta de la caja fuerte o carta comodín, el jugador puede usar una palanca, haciendo que una alcancía caiga sobre el peón.(En otras versiones del juego, esta trampa es sustituida por una escalerilla de mano apoyada en una libreria,que derriban cuando la víctima sube a ella, precipitando a esta contra el suelo)

Cuando un jugador mueve un peón a un espacio de trampa, deben sacar una carta del mazo (si es que no tienen aún la carta correspondiente en su posesión). Si sacan la carta correspondiente, pueden jugarla inmediatamente (activando la trampa), o mantenerla para luego usarla.
Una vez activada la trampa, el peón y su carta del heredero son sacados del juego y colocados en otra parte, siendo generalmente la caja del juego.

### Espacios especiales y extras
- Sacando dobles: Si un jugador saca dobles, el jugador puede:
  - Mover un peón la suma de los números mostrados en los dados, o
  - Mover dos peones, un peón por dado.

- Pasajes Secretos: En el tablero, hay espacios especiales que representan pasajes secretos. Cualquier peón puede entrar en una pasaje secreto en cualquier momento, sin importar el número que indiquen los dados. Moverse de un pasaje secreto a otro cuenta como un espacio movido para el peón. Los pasajes secretos son usados frecuentemente para traer un peón de un oponente más cerca de una trampa o traer un propio peón cerca de la entrada.

- Engaños: Un jugador puede mover sus propios peones cerca o incluso hasta las trampas en un intento de engañar a sus adversarios. Incluso si el jugador tiene la carta de trampa de la trampa en donde cayó, no tienen necesidad de jugarla. Ellos pueden fingir de que no tienen la carta correcta y sacar otra. Si justo ocurre que sacaron la carta correcta, pueden fingir que la carta que tienen es equivocada, y el juego sigue normalmente.

## Versiones internacionales
- — Tante Agathes Testamente.
- — Kalmankuja 13.
- — La Course à l'Héritage.
- — Agathas letzter Wille.
- — L'erede misterioso.
- — Ongelukslaan 13.
- — 13 Dead End Drive.
- — Faster Agathas Testamente.
- — Κληρονόμων 13.